# Bistum Evinayong
Das Bistum Evinayong (lateinisch Dioecesis Evinayongensis) ist eine in Äquatorialguinea gelegene römisch-katholische Diözese mit Sitz in Evinayong. 

## Geschichte
Das Bistum Evinayong wurde am 1. April 2017 durch Papst Franziskus aus Gebietsabtretungen des Bistums Bata errichtet und dem Erzbistum Malabo als Suffraganbistum unterstellt. Erster Bischof wurde Calixto Paulino Esono Abaga Obono.
Das Bistum Evinayong umfasst die Provinz Centro Sur.